# Zukunftsmusik
Der Begriff Zukunftsmusik war zunächst eine Spottbezeichnung für die Musik Richard Wagners. Wagner unterstellt in seiner Schrift Das Judenthum in der Musik (1869), der Kölner Musikzeitschriftenverleger und Kritiker Ludwig Bischoff (1794–1867) habe den Begriff geprägt und spiele auf Wagners Schrift Das Kunstwerk der Zukunft (1850) an: „Professor Bischoff [trat] in der Kölnischen Zeitung mit der Begründung des von jetzt an gegen mich befolgten Systemes der Verleumdung auf: dieser hielt sich an meine Kunstschriften, und verdrehte meine Idee eines ‚Kunstwerkes der Zukunft‘ in die lächerliche Tendenz einer ‚Zukunftsmusik‘, nämlich etwa einer solchen, welche, wenn sie jetzt auch schlecht klänge, mit der Zeit sich doch gut ausnehmen würde.“
Der Wagner-Biograph Martin Gregor-Dellin bemerkt dazu: „Das ist nun nicht ganz zutreffend. Ludwig Bischoff verwendete den Ausdruck erst 1859 in Nr. 1 der Niederrheinischen Musikzeitung. Der Begriff ‚Musik der Zukunft‘ war schon 1847 verbreitet, als vor allem Chopin, Liszt und Berlioz als Zukunftsmusiker galten. Das Wort ‚Zukunftsmusik‘ kommt dann nachweislich zum ersten Mal in einem Brief von Louis Spohr vom 26. November 1854 vor, und die ‚Signale für die musikalische Welt‘ schrieben 1856 in einem Bericht über Liszts Berliner Konzert: Wenn man mit einem Wort sagen wollte, worin eigentlich das Wesen dieser Zukunftsmusik besteht…‘ Der alte Bischoff musste nur als Prügelknabe herhalten. Niemand anderes hat dann mehr zur Verbreitung des Begriffs beigetragen als Richard Wagner selbst durch seine Erwiderung ‚Zukunftsmusik‘“.
Noch vor Bischoff benutzte Friedrich Wieck nicht nur diverse Verbindungen der Begriffe Musik und Zukunft, sondern auch den Ausdruck „Zukunftsmusik“ und „Zukunftsmusiker“ in einigen Originalkapiteln seiner Aufsatzsammlung Clavier und Gesang (1853: Kapitel 7, 12 und 13), allerdings nicht in den bereits vorher anderswo erschienenen Aufsätzen. Die Bedeutung entspricht genau den etwas späteren, viel beachteten Verwendungen des Wortes. Einer der Herausgeber der Wieck-Schriften Tomi Mäkelä behandelt die Begriffsgeschichte mit Blick auf diese bisher missachtete Quelle im Einführungsessay. Detlef Altenburg und Frieder Reininghaus schreiben den Begriff jedoch dem Richard-Wagner-Kritiker August Ferdinand Riccius zu, der ihn aber in einer (anonymen) Besprechung des Buches von Wieck in der Rheinischen Musik-Zeitung am 4. Dezember 1852 (siehe Wikisource) verwendet; das Buch lag also bereits vor.
Wagners Broschüre Zukunftsmusik, 1860 geschrieben, erschien 1861 in Leipzig bei J. J. Weber, als offener Brief An einen französischen Freund [Frédéric Villot] als Vorwort zu einer Prosa-Übersetzung meiner Operndichtungen. Er nahm darin den Begriff im positiven Sinne wieder auf, indem er nach einer kurzen Geschichte der Oper seinen eigenen Weg erklärte und rechtfertigte. In diesem Zusammenhang prägte er den Begriff der Unendlichen Melodie.
Georg Büchmann trug zur falschen Begriffsgeschichte bei, indem er in seiner vielgelesenen Zitatensammlung Geflügelte Worte kolportierte: „In der ‚Niederrheinischen Musikzeitung‘ von 1859, No. 41 schrieb deren damaliger Redakteur, Prof. Ludwig Bischoff: ‚All’ die Ungegohrenheit, der Schwindel, all’ die Eitelkeit, all’ die Selbstbespiegelung, all’ die Trägheit, der Zukunft zuzuschieben, was man selbst leisten müsste, all’ die Hohlheit und Salbaderei der ästhetischen Schwätzer – wie schön fasst sich das alles in dem einen Wort ‚Zukunftsmusik‘ zusammen.‘“ Büchmann fährt fort: „Übrigens ist die Idee nicht ganz Wagners Eigentum. Schon in Rob. Schumanns ‚Gesammelten Schriften‘ (Bd. I, S. 46) findet man unter den Aufzeichnungen Florestans die Bemerkung aus dem  Jahre 1833: ‚Eine Zeitschrift für zukünftige Musik fehlt noch‘! und Karl Gaillard, Redakteur der ‚Berliner musikalischen Zeitung‘, sagt No. 24, Jahrgang 1847 derselben: ‚Schafft sich Herr Berlioz ein eigenes Orchester an, so mag er dirigieren, soviel es ihm beliebt, und seinen musikalischen Hokuspokus, genannt 'die neue Musik' oder 'die Musik der Zukunft', treiben‘, (vrgl. die gründliche Erörterung Wilh. Tapperts in dessen ‚Wagner-Lexikon‘, Lpz. 1877, S. 45.)“

## Weitere Bedeutungen
- Im Sprachgebrauch des 20. Jahrhunderts wird der Begriff Zukunftsmusik hauptsächlich noch im übertragenen Sinne verwendet für Projekte, deren Verwirklichung noch in weiter Ferne, in der Zukunft liegt.
- In physikalischen Experimenten mit dem Tunneleffekt wurde eine (rechnerische) Überlichtgeschwindigkeit ermittelt. Zur Demonstration wurde Musik durch den Tunnel übertragen. Dies geschah mit Überlichtgeschwindigkeit – und heraus kam Zukunftsmusik (so wurde es vom leitenden Physiker Hans-Peter Dürr scherzhaft genannt).
- Eine Initiative für Neue Musik in Augsburg trägt den Namen Zukunft(s)Musik.[10]